# International Journal for Multiscale Computational Engineering
International Journal for Multiscale Computational Engineering è una rivista scientifica bimestrale di ingegneria pubblicata dalla Begell House. Tratta di modellazione, simulazione e progettazione di prodotti basati su principi multiscala, con l'obiettivo di ridurre i costi di prototipazione e il time-to-market.
Il caporedattore è Jacob Fish.
Secondo il Journal Citation Reports, il fattore di impatto della rivista per il 2009 era 0.734, collocandola al 39º posto fra 79 riviste nella categoria "Ingegneria, multidisciplinare" e al 54º posto su 80 nella categoria "Matematica, applicazioni interdisciplinari". Al 2024, il fattore di impatto è 1.4, posizionandola nel terzo quartile delle precedenti categorie.

## Articoli notevoli
- F. J. Vermolen, M. G. Gharasoo, P. L. J. Zitha e J. Bruining, Numerical Solutions of Some Diffuse Interface Problems: The Cahn–Hilliard Equation and the Model of Thomas and Windle, in International Journal for Multiscale Computational Engineering, vol. 7, n. 6, 2009,  pp. 523–543, DOI:10.1615/IntJMultCompEng.v7.i6.40. (equazione di Cahn-Hilliard)
- F. J. Vermolen, M. G. Gharasoo, P. L. J. Zitha e J. Bruining, Numerical Solutions of Some Diffuse Interface Problems: The Cahn–Hilliard Equation and the Model of Thomas and Windle, in International Journal for Multiscale Computational Engineering, vol. 7, n. 6, 2009,  pp. 523–543, DOI:10.1615/IntJMultCompEng.v7.i6.40. (problema di Stefan)